# 罗梅耶
罗梅耶（法語：Romeyer，法語發音：[ʁɔmɛje]）是法国德龙省的一个市镇，属于迪镇区。

## 地理
罗梅耶（44°46'46"N, 5°24'32"E）面积41.46 平方千米，位于法国奥弗涅-罗讷-阿尔卑斯大区德龙省，该省份为法国东南部内陆省份，北起顺时针与伊泽尔省、上阿尔卑斯省、上普罗旺斯阿尔卑斯省、沃克吕兹省和阿尔代什省接壤。
与罗梅耶接壤的市镇（或旧市镇、城区）包括：沙马洛克、迪镇、拉瓦勒代克斯、圣阿尼昂昂韦科尔、希希利亚讷、格雷斯昂韦科尔。

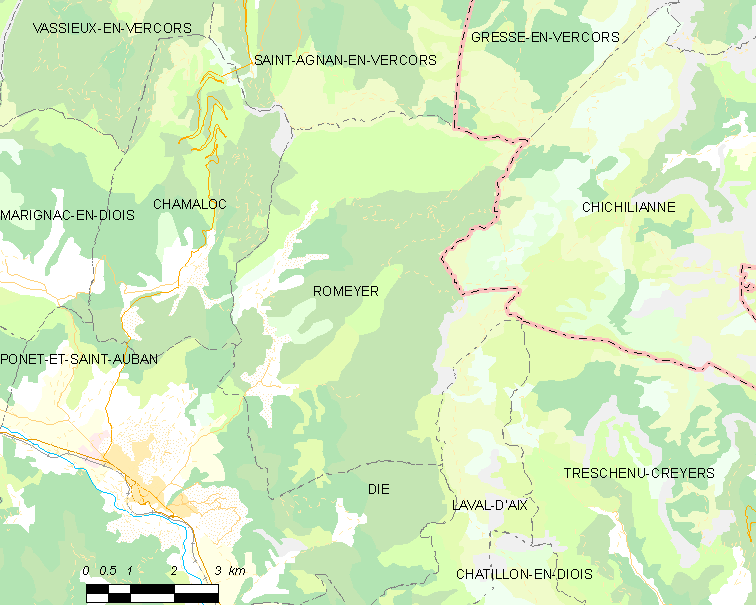
罗梅耶的OSM定位图

罗梅耶的时区为UTC+01:00、UTC+02:00（夏令时）。

## 行政
罗梅耶的邮政编码为26150，INSEE市镇编码为26282。

## 政治
罗梅耶所属的省级选区为迪瓦县。

## 人口

1962-2008年间罗梅耶人口变化图示

罗梅耶于2022年1月1日时的人口数量为231人。